# 黄光学 (国家民委)
黄光学（1927年12月—2017年8月17日），朝鲜族，生于吉林省延吉县，中华人民共和国官员，国家民委副主任。

## 生平
1945年9月参加中国共产党领导的革命工作，1946年7月加入中国共产党。1946年11月起，历任延吉县东盛乡农会会长、延吉县平安区代理区长、延吉县政府民政科长等职务。1953年自中国人民大学夜大学马列基础专业结业。1961年7月到1966年6月，任中央民委财经司副司长，其间在吉林省珲春县锻炼，担任中共珲春县委副书记。文革期间受到冲击，在“五七”干校劳动。1976年，任国家民委业务组负责人。后来任国家民委政法司副司长、司长、国家民委党组成员。1981年，自中共中央党校中青年干部培训班结业。1982年8月，任国家民委副主任、党组成员。1988年5月离休。
2017年8月17日，黄光学在北京病逝，享年89岁。